# Abdoulaye Idrissa Maïga
Pour les articles homonymes, voir Abdoulaye Maïga.
Abdoulaye Idrissa Maïga, né le 11 mars 1958 à Gao (Mali), est un homme d'État malien. Il est Premier ministre du Mali du 10 avril au 31 décembre 2017.

## Biographie
Le 11 avril 2014, Abdoulaye Idrissa Maïga est nommé ministre de l'Environnement, de l'Eau et de l'Assainissement,.
Le 3 septembre 2016, alors qu'il est ministre de l'Administration territoriale, Abdoulaye Idrissa Maïga est nommé ministre de la Défense et des Anciens combattants,.
Le 8 avril 2017, Abdoulaye Idrissa Maïga est nommé Premier ministre du Mali. Il prend ses fonctions le 10 avril et forme son gouvernement le lendemain. Mais le 29 décembre 2017, il annonce sa démission surprise, ainsi que celle de son gouvernement, sans donner d'explication, alors qu'une élection présidentielle est prévue pour juillet 2018.